# Мішель Мишле
Мішель Мишле (при народженні — Михайло Ісаакович Левін, фр. Michel Lévine; 14 червня 1894, Київ — 28 грудня 1995, Лос-Анджелес) — американський кінокомпозитор. Працював в США та Європі.

## Біографія
Мішель Мишле (Михайло Левін) народився 14 червня 1894 у Києві. Навчався в Києві та Лейпцигу. 1914 року здав екстерном випускні екзамени в Санкт — Петербурзькій консерваторії. В 1919—1921 роках був викладачем вищезазначеної, а також Київської консерваторій. Спочатку його спеціалізацією була гра на віолончелі. Проте пізніше почав створювати музику для балетних та театральних постановок.
В Європу Левін емігрував в 1921 році. Прожив 17 років у Парижі. З 1937 року почав використовувати для своїх робіт псевдонім Мішель Мишле (фр. Michel Michelet), проте часто використовував і своє справжнє ім'я у французькій транскрипції. У Парижі створював композиції для фільмів режисерів Євгенія Лурь'є та Віктора Туржанського.
Під час Другої світової війни композитор, будучи євреєм за походженням, змушений був покинути окуповану німцями Францію та переїхати зі своєю дружиною до Лос — Анджелеса (Каліфорнія). Там він писав музику для документальних та художніх фільмів для Інформаційного агентства США.
Мишле двічі був номінований на премію Оскар за свої композиції до фільмів «Мавпа» (англ. The Hairy Ape) та «Голос на вітрі» (англ. A Voice in the Wind) у 1945 році.
У 50 — х роках композитор почав писати музику для європейських фільмів Німеччини, Італії та Франції.
У 80 — річному віці, після повернення з Європи до США, покинув роботу у кіно. Там співпрацював з відомим віолончелістом Мстиславом Ростроповичем та зосередився на композиціях класичних творів: ораторіях і сонатах для віолончелі та фортепіано.
Мишле помер в Лос — Анджелесі (Каліфорнія) 28 грудня 1995 року у віці 101 року.
Композитор є автором музики для більш як 200 європейських і голлівудських фільмів, а також автором музики до опери, балету, пісень та романсів на вірші Кузьміна, Ахматової, Бальмонта, Северяніна.

## Фільмографія
| Рік  | Назва                                                                                     |
| ---- | ----------------------------------------------------------------------------------------- |
| 1930 | Жінка ночі (La femme d'une nuit)                                                          |
| 1931 | Кінець світу (La fin du monde)                                                            |
| 1932 | Ця свиня Морен (Ce cochon de Morin)                                                       |
| 1933 | Абат Костянтин (L'abbé Constantin)                                                        |
| 1933 | Голос без обличчя (La voix sans visage)                                                   |
| 1934 | Скандал (Le scandale)                                                                     |
| 1934 | Адемай — авіатор (Ademaï aviateur)                                                        |
| 1935 | Під терором (Sous la terreur)                                                             |
| 1935 | Чорні очі (Les yeux noirs)                                                                |
| 1935 | Товариш (Tovaritch)                                                                       |
| 1936 | Тривога в жіночому пансіоні (Le mioche)                                                   |
| 1936 | Битва за Мадлен (La porte du large)                                                       |
| 1936 | Бурлаки на Волзі (Les bateliers de la Volga)                                              |
| 1937 | Заклеймований (Forfaiture)                                                                |
| 1937 | Ностальгія (Nostalgie)                                                                    |
| 1937 | Брехня Ніни Петрівни (Le mensonge de Nina Petrovna)                                       |
| 1937 | Опівночі (Ab Mitternacht)                                                                 |
| 1938 | Серж Панін (Serge Panine)                                                                 |
| 1938 | Серйозне рішення (Alerte en méditerranée)                                                 |
| 1938 | Емігрантка (L’émigrante)                                                                  |
| 1939 | Відклик (Rappel immédiat)                                                                 |
| 1939 | Пастки (Pièges)                                                                           |
| 1942 | Міс Анні Руні (Miss Annie Rooney)                                                         |
| 1943 | Голос на вітрі (A Voice in the Wind)                                                      |
| 1944 | Мавпа (The Hairy Ape)                                                                     |
| 1944 | Музика для мільйонів (Music for Millions)                                                 |
| 1945 | Щоденник покоївки (Diary of a Chambermaid)                                                |
| 1946 | Погоня (The Chase)                                                                        |
| 1946 | Зваблені (Lured)                                                                          |
| 1947 | Сирена Атлантиди (Siren of Atlantis)                                                      |
| 1948 | «Людина на Ейфелевій вежі» (The Man on the Eiffel Tower)                                  |
| 1948 | Удар (Impact)                                                                             |
| 1948 | Безлад в Марокко (Outpost in Morocco)                                                     |
| 1950 | Одного разу злодій (Once a Thief)                                                         |
| 1950 | Тарзан і богиня джунглів (Tarzan's Peril)                                                 |
| 1951 | М (М)                                                                                     |
| 1953 | Форт Алжиру (Fort Algiers)                                                                |
| 1955 | Таємниця сестри Ангеліки (Le secret de sœur Angèle)                                       |
| 1955 | Місіонер (Un missionaire)                                                                 |
| 1956 | Син шейха (Los amantes del desierto)                                                      |
| 1957 | Афродіта (Aphrodite)                                                                      |
| 1957 | Венера Херонейська (La venere di Cheronea)                                                |
| 1958 | Петербурзькі ночі (Petersburger Nächte)                                                   |
| 1958 | Бенгальський тигр (Der Tiger von Eschnapur)                                               |
| 1958 | Індійська гробниця (Das indische Grabmal)                                                 |
| 1961 | До кінця днів (Bis zum Ende aller Tage)                                                   |
| 1962 | Цариця для Цезаря (Una regina per Cesare)                                                 |
| 1962 | Капітан Синдбад (Captain Sinbad)                                                          |
| 1964 | Тиха торгівля (Un commerce tranquille)                                                    |
| 1975 | Завдання… Шана сучасному мистецтву (The Challenge… A Tribute to Modern Art (Documentary)) |
| 1978 | Напад на замок Монклоа (El asalto al castillo de la Moncloa)                              |